# Jactancia (Chile)
La jactancia, en el Derecho civil chileno, es la manifestación que hace una persona, de tener un derecho que actualmente no está gozando, y que confiere a todos aquellos pudieren ser afectados por dicha manifestación, el derecho de exigir la prueba de dicha jactancia en juicio.
La legislación chilena contempla esta figura en los artículos 269 a 272 del Código de Procedimiento Civil (Libro Segundo, Título III).
La persona afectada por la jactancia puede solicitar al tribunal que obligue al jactancioso a deducir demanda sobre el derecho del cual se jacta, bajo apercibimiento de que, si no lo hace, no será "oída después sobre aquel derecho", es decir, que después el jactancioso no podrá demandar el cumplimiento forzado del derecho que según él le corresponde.
El plazo que el jactancioso emplazado tiene para hacer valer su derecho, es de diez días. El tribunal puede extenderlo hasta por treinta días, habiendo motivos fundados para ello.
Para que se entienda jactancia, ésta debe haberse cometido de dos maneras:
- La manifestación de jactancia debe constar por escrito.
- La manifestación de jactancia debe hacerse de viva voz, delante de dos personas hábiles para prestar testimonio en juicio civil.

La demanda de jactancia se tramita como juicio sumario. Si el jactancioso no hace valer su derecho dentro del plazo correspondiente, el que demanda jactancia debe solicitar del tribunal que éste declare el apercibimiento correspondiente.
La acción de jactancia presenta un plazo de prescripción breve, de sólo seis meses, contados desde los hechos en que pueda fundarse.